# Glyphodella savyalis
Glyphodella savyalis là một loài bướm đêm trong họ Crambidae.